# Генгінг-Рок (Огайо)
Генгінг-Рок (англ. Hanging Rock) — селище (англ. village) в США, в окрузі Лоуренс штату Огайо. Населення — 204 особи (2020).

## Географія
Генгінг-Рок розташований за координатами 38°33′36″ пн. ш. 82°43′39″ зх. д. / 38.56000° пн. ш. 82.72750° зх. д. (38.559973, -82.727629).  За даними Бюро перепису населення США в 2010 році селище мало площу 1,66 км², з яких 1,44 км² — суходіл та 0,22 км² — водойми.

## Демографія
Згідно з переписом 2010 року, у селищі мешкала 221 особа в 95 домогосподарствах у складі 68 родин. Густота населення становила 133 особи/км².  Було 102 помешкання (61/км²).
Расовий склад населення:
| - 98,6 % — білих |

До двох чи більше рас належало 1,4 %. Частка іспаномовних становила 1,4 % від усіх жителів.
За віковим діапазоном населення розподілялося таким чином: 14,9 % — особи молодші 18 років, 65,2 % — особи у віці 18—64 років, 19,9 % — особи у віці 65 років та старші. Медіана віку мешканця становила 47,4 року. На 100 осіб жіночої статі у селищі припадало 90,5 чоловіків;  на 100 жінок у віці від 18 років та старших — 89,9 чоловіків також старших 18 років.
Середній дохід на одне домашнє господарство  становив 49 709 доларів США (медіана — 42 250), а середній дохід на одну сім'ю — 55 830 доларів (медіана — 51 250). Медіана доходів становила 57 500 доларів для чоловіків та 33 750 доларів для жінок. За межею бідності перебувало 13,8 % осіб, у тому числі 7,4 % дітей у віці до 18 років та 13,6 % осіб у віці 65 років та старших.
Цивільне працевлаштоване населення становило 65 осіб. Основні галузі зайнятості: освіта, охорона здоров'я та соціальна допомога — 29,2 %, виробництво — 24,6 %, публічна адміністрація — 12,3 %, фінанси, страхування та нерухомість — 9,2 %.